# Bulbophyllum sordidum
Bulbophyllum sordidum é uma espécie de orquídea (família Orchidaceae) pertencente ao gênero Bulbophyllum. Foi descrita por John Lindley em 1840.